# برهان مسیحی
برهان مسیحی، مسیحی شناختی یا برهان کتاب مقدس؛ اظهار می‌کند که چون عیسی مدعی شده که پسر خداست، پس یا باید راست گفته باشد، یا دیوانه باشد، یا آنکه دروغگو باشد. و چون شواهد تاریخی یا سندیت انجیل را برای رد دیوانگی یا دروغگویی عیسی مکفی می داند؛ حمل به صحت مدعای عیسی نموده و وجود خدا و حقانیت آیین مسیحی را نتیجه می‌گیرد.